# Montivipera albizona
 Montivipera albizona  (Syn.: Vipera albizona) ist eine mittelgroße Giftschlange aus der Familie der Vipern (Viperidae) Eurasiens.

## Beschreibung
Diese Vipernart ähnelt der nahe verwandten Wagners Bergotter (M. wagneri) und der Kleinasiatischen Bergotter (M. xanthina). Sie wird maximal 78 cm lang, bleibt in der Regel jedoch kleiner.

### Beschuppung
Montivipera albizona hat einen großen und vom Körper deutlich abgesetzten Kopf, eine relativ breite und abgerundete Schnauze und senkrecht geschlitzte Pupillen. Die Schilde der Kopfoberseite sind vollständig in kleine, gekielte Schuppen aufgeteilt, lediglich die Oberaugenschilder sind groß und flach und besitzen eine lange Berührungslinie mit den großen Augen. Um die Augen befinden sich 9 bis 13 Schuppen (Circumorbitalia), zusätzlich existieren zwei Reihen von Unteraugenschildern und 7 bis 10 Oberlippenschilder (Supralabialia). Die Nasenlöcher liegen in einem einzelnen Nasenschild, an dem 1 bis 2 Apikalschilde angrenzen. Der untere Lippenrand wird durch 10 bis 13 Sublabialia gebildet.
Die Körper- und Kopfschuppen sind gekielt. Am Rücken befinden sich in der Regel 23 Schuppenreihen um die Körpermitte. Bauchseitig sind 149 bis 155 Bauchschilde (Ventralia), 2 Preventralia und nach einem ungeteilten Analschild 23 bis 30 paarige Unterschwanzschilde (Subcaudalia) vorhanden.

### Färbung
Die Grundfärbung der Schlange ist grau. Über den gesamten Rücken zieht sich eine markante Zeichnung aus etwa 30 teilweise in Flecken aufgelösten weißgrau-schwarzem Querbändern, die durch größere bräunliche Bereiche getrennt sind. Vom Auge bis zum Mundwinkel zieht sich ein dunkles Schläfenband, außerdem besitzen die Tiere in der Regel zwei gekrümmte dunkle Flecken am Hinterkopf. Der Bauch ist hellgrau mit schwarzen Flecken.

## Verbreitung

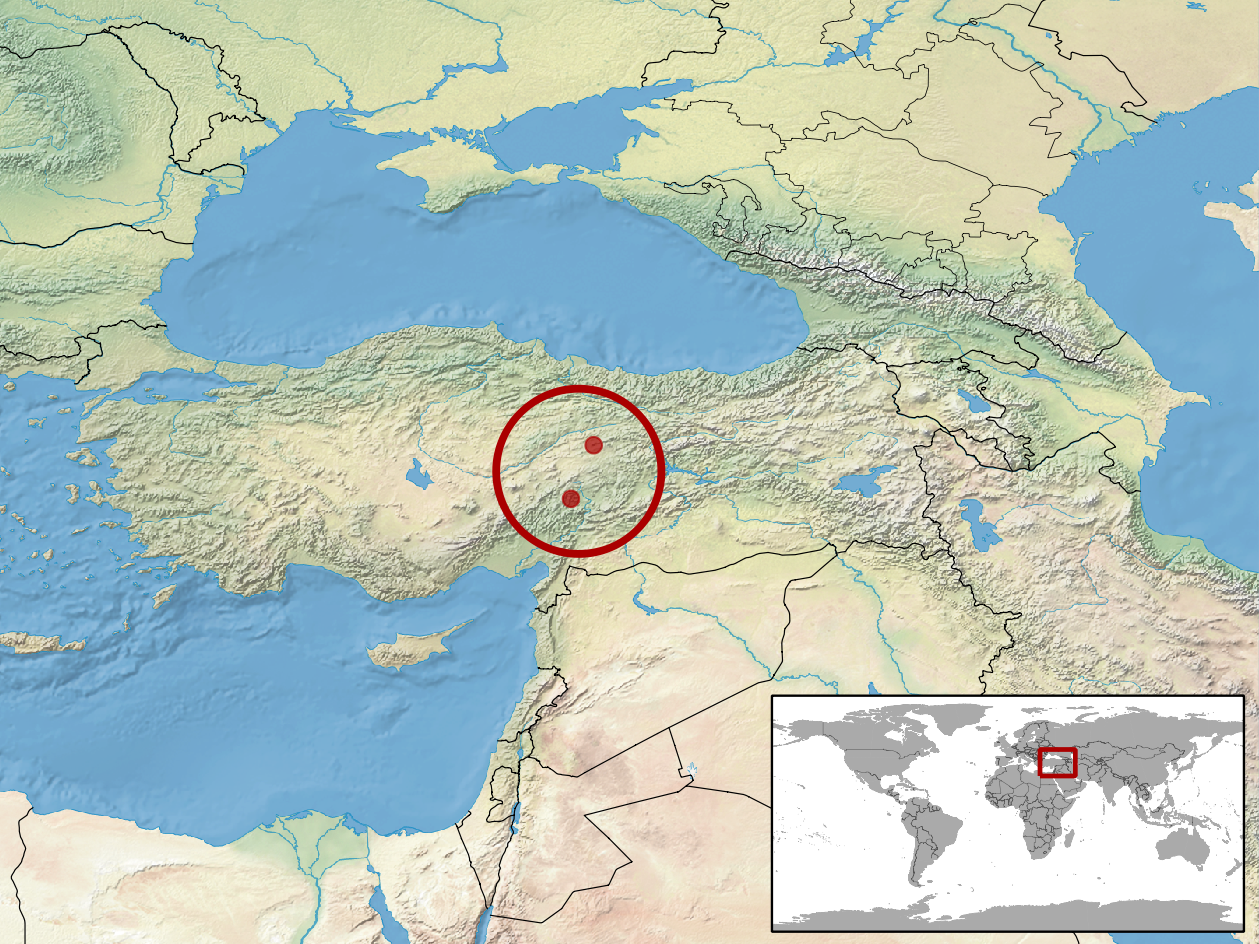
Verbreitungsgebiet

Die Typusexemplare der Schlange wurden in den Gebirgsregionen der Zentraltürkei gesammelt, wo die Schlange an felsigen Berghängen vorkommt.

## Lebensweise
Über die Lebensweise der Schlange liegen keine konkreten Informationen vor. Wie andere Vipern ernährt sie sich wahrscheinlich vor allem von Kleinsäugern und Eidechsen; in der Gefangenschaft ernähren sie sich von Mäusen. Zudem ist sie wahrscheinlich wie alle Echten Vipern lebendgebärend.

## Systematik
Die taxonomische Einordnung der Art befindet sich aktuell in der Diskussion, daher finden sich in der Literatur zwei alternative Gattungsbezeichnungen. Traditionell wurde die Bergotter der Gattung Vipera zugeordnet und bildete innerhalb dieser einen Artkomplex mit einer Reihe weiterer Arten, der als Vipera xanthina-Komplex bezeichnet wird. Alle Arten innerhalb dieses Komplexes teilen anatomische Merkmale mit der Bergotter und leben über den kleinasiatischen Raum verstreut in größeren Höhen relativ isolierter Berglandschaften.
Einschließlich der Bergotter gehören der Gattung Montivipera heute folgende Arten an:
- M. albicornuta
- V. albizona
- Libanesische Bergotter (M. bornmuelleri)
- Taurische Bergotter (M. bulgardaghica)
- Elburs-Bergotter (M. latifii)
- Armenische Bergotter (M. raddei)
- Wagners Bergotter (M. wagneri)
- Kleinasiatische Bergotter (M. xanthina)

Einige dieser Arten galten bis vor wenigen Jahren als Unterarten der Kleinasiatischen Bergotter, dabei ist der Artstatus beispielsweise von V. bulgardaghica oder V. albicornuta bis heute umstritten.
1999 wurde für diesen Komplex eine Auslagerung aus der Gattung Vipera unter dem neuen Gattungsnamen Montivipera vorgeschlagen, der sich in der Literatur allerdings nur bedingt durchsetzen konnte. So führen Joger und Nilson 2005 die Bergotter unter dem Artnamen Montivipera xanthina und die Datenbank The Reptile Database hat die Gattung Montivipera als eigene Gattung aufgestellt und von Vipera getrennt. Mallow et al. 2003 führt diese und die anderen Arten jedoch weiterhin unter den etablierten Namen innerhalb der Gattung Vipera und ordnen sie der Untergattung Montivipera zu.
Durch Lenk et al. 2001 wurde die Monophylie der Montivipera-Arten als eigenes Taxon über immunologische Untersuchungen bestätigt. Diese stellen entsprechend den Ergebnissen allerdings die Schwestergruppe zweier Großvipern-Arten (Macrovipera) innerhalb eines Komplexes aus Daboia, Macrovipera und den Montivipera-Arten dar, wodurch die Gattung Vipera mit Einbeziehung der Untergattung Montivipera nicht mehr als natürliche Verwandtschaftsgruppe mit allen Abkömmlingen einer Stammart (monophyletische Gruppe) haltbar und als paraphyletisch zu betrachten ist.
| N.N. | \| \| Montivipera \| \| \| \| \| \| Macrovipera \| \| \| \| |
|      | \| \| Montivipera \| \| \| \| \| \| Macrovipera \| \| \| \| |
|      | Daboia                                                      |
|      |                                                             |
|      | Montivipera                                                 |
|      |                                                             |
|      | Macrovipera                                                 |
|      |                                                             |

|  | Montivipera |
|  |             |
|  | Macrovipera |
|  |             |

| N.N. | \| \| Montivipera \| \| \| \| \| \| Macrovipera \| \| \| \| |
|      | \| \| Montivipera \| \| \| \| \| \| Macrovipera \| \| \| \| |
|      | Daboia                                                      |
|      |                                                             |
|      | Montivipera                                                 |
|      |                                                             |
|      | Macrovipera                                                 |
|      |                                                             |

|  | Montivipera |
|  |             |
|  | Macrovipera |
|  |             |

| N.N. | \| \| Montivipera \| \| \| \| \| \| Macrovipera \| \| \| \| |
|      | \| \| Montivipera \| \| \| \| \| \| Macrovipera \| \| \| \| |
|      | Daboia                                                      |
|      |                                                             |
|      | Montivipera                                                 |
|      |                                                             |
|      | Macrovipera                                                 |
|      |                                                             |

|  | Montivipera |
|  |             |
|  | Macrovipera |
|  |             |

| N.N. | \| \| Montivipera \| \| \| \| \| \| Macrovipera \| \| \| \| |
|      | \| \| Montivipera \| \| \| \| \| \| Macrovipera \| \| \| \| |
|      | Daboia                                                      |
|      |                                                             |
|      | Montivipera                                                 |
|      |                                                             |
|      | Macrovipera                                                 |
|      |                                                             |

|  | Montivipera |
|  |             |
|  | Macrovipera |
|  |             |

| N.N. | \| \| Montivipera \| \| \| \| \| \| Macrovipera \| \| \| \| |
|      | \| \| Montivipera \| \| \| \| \| \| Macrovipera \| \| \| \| |
|      | Daboia                                                      |
|      |                                                             |
|      | Montivipera                                                 |
|      |                                                             |
|      | Macrovipera                                                 |
|      |                                                             |

|  | Montivipera |
|  |             |
|  | Macrovipera |
|  |             |

| N.N. | \| \| Montivipera \| \| \| \| \| \| Macrovipera \| \| \| \| |
|      | \| \| Montivipera \| \| \| \| \| \| Macrovipera \| \| \| \| |
|      | Daboia                                                      |
|      |                                                             |
|      | Montivipera                                                 |
|      |                                                             |
|      | Macrovipera                                                 |
|      |                                                             |

|  | Montivipera |
|  |             |
|  | Macrovipera |
|  |             |

| N.N. | \| \| Montivipera \| \| \| \| \| \| Macrovipera \| \| \| \| |
|      | \| \| Montivipera \| \| \| \| \| \| Macrovipera \| \| \| \| |
|      | Daboia                                                      |
|      |                                                             |
|      | Montivipera                                                 |
|      |                                                             |
|      | Macrovipera                                                 |
|      |                                                             |

|  | Montivipera |
|  |             |
|  | Macrovipera |
|  |             |

| N.N. | \| \| Montivipera \| \| \| \| \| \| Macrovipera \| \| \| \| |
|      | \| \| Montivipera \| \| \| \| \| \| Macrovipera \| \| \| \| |
|      | Daboia                                                      |
|      |                                                             |
|      | Montivipera                                                 |
|      |                                                             |
|      | Macrovipera                                                 |
|      |                                                             |

|  | Montivipera |
|  |             |
|  | Macrovipera |
|  |             |

Diese Ansicht wird bestätigt durch Garrigues et al. 2004, in dem die Vipern eine europäische Sektion aus verschiedenen Vipera-Arten sowie eine orientalische Sektion aus den benannten Gattungen Daboia und Macrovipera sowie den Montivipera-Arten bilden. Heute werden entsprechend alle Arten des xanthina-Kolmplexes der Gattung Montivipera zugeschlagen.

## Belege
1. ↑  G. Nilson, C. Andrés: The mountain vipers of the middle east – The Vipera xanthina complex (Reptilia, Viperidae). Bonner zoologische Monographien Nr. 20, Bonn 1986; ISBN 3-925382-20-8
2. ↑  Alle Angaben nach Mallows et al. 2003
3. ↑  Montivipera In: The Reptile Database; abgerufen am 7. Januar 2011.
4. ↑  Lenk, P., S. Kalayabina, M. Wink & U. Joger: Evolutionary relationships among the true vipers (Reptilia: Viperidae) inferred from mitochondrial DNA sequences. Molecular Phylogenetics and Evolution 19; 2001: 94–104. (Volltext-PDF)
5. ↑  Thomas Garrigues,  Catherine Dauga, Elisabeth Ferquel, Valérie Choumet and Anna-Bella Failloux: Molecular phylogeny of Vipera Laurenti, 1768 and the related genera Macrovipera (Reuss, 1927) and Daboia (Gray, 1842), with comments about neurotoxic Vipera aspis aspis populations. Molecular Phylogenetics and Evolution 35 (1), 2005; S. 35–47.
6. ↑  Nikolaus Sümple, Ulrich Joger: Recent advances in phylogeny and taxonomy of Near and Middle Eastern Vipers – an update.  ZooKeys 31 (2009), Special Issue. (PDF-Download (Memento des Originals vom 8. Januar 2010 im Internet Archive)  Info: Der Archivlink wurde automatisch eingesetzt und noch nicht geprüft. Bitte prüfe Original- und Archivlink gemäß Anleitung und entferne dann diesen Hinweis.).